# Wildboyz
Wildboyz è uno show televisivo che debuttò nel 2003 su MTV e successivamente spostato su MTV2 deriva dal precedente programma televisivo di MTV, Jackass. Steve-O e Chris Pontius sono le due star dello show, che effettuano stunts con gli animali, mettendosi spesso in situazioni pericolose. Loro hanno viaggiato in differenti parti del globo per effettuare i loro stunts e dare informazione al proprio pubblico su fauna selvatica e popolazioni locali.
La quarta stagione debuttò il 6 gennaio alle 21 come parte di Sic 'Em Fridays su MTV2.

## Formato
Wildboyz segue gli antics di Steve-O e Chris Pontius mentre viaggiano intorno al globo. Durante 4 stagioni Pontius e Steve-O sono stati in 18 differenti luoghi.
In ogni luogo visitato interagivano con la vita selvaggia per imparare la cultura dei nativi.
Alcuni dei loro antics includevano svestirsi e inseguire gli animali che incontravano.
I pericolosi stunts assomigliano a quelli dello show Jackass o di qualche altro programma simile come Viva La Bam. Nel corso dello show Steve-O si è sottoposto più volte a stunts con uno scorpione imperatore, Chris Pontius è stato attaccato da un giaguaro selvaggio e Steve-O è stato morso da un orso nero. Uno degli stunt più pericolosi che hanno fatto i ragazzi è quello in cui si vestono da foche per attirare il grande squalo bianco che attaccò poco più tardi nello stesso posto.
Malgrado questo humour, lo show ha dei valori educativi per la caratterizzazione di informazioni corrette sulla fauna e flora selvatica e sulle culture indigene. Steve-O e Chris Pontius interagiscono con le culture con cui sono venuti a contatto partecipando spesso a feste e rituali delle popolazioni indigene.
Molti membri del cast di Jackass hanno partecipato alla realizzazione di Wildboyz. Il regista Jeff Tremaine e il cineoperatore Dimitry Elyashkevich. Manny Puig è stato più volte in Jackass e in alcune puntate di Wildboyz hanno partecipato Johnny Knoxville e Wee-Man.

### La Fine di Wildboyz
Lo show finì nel 2006 dopo solo 4 stagioni e 32 episodi.
Nessun finale adeguato per lo show sia stato creato, il concetto Wildboyz è stato rivisitato nello sketch di Jackass Number Two, "The Fish Hook", filmato dopo la fine delle riprese di Wildboyz. Lo sketch , fatto dalle star di Wildboyz Pontius e Steve-O e il loro frequente collaboratore Manny Puig, in cui Steve-O si infila in una guancia un amo da pesca e, dopo di questo viene lanciato da Pontius in mare aperto pieno di squali.
Durante il commento di Jackass Number Two il cameraman di Jackass/Wildboyz Dimitry Elyashkevich ha denominato lo sketch Wildboyz: The Movie.

## Cast e Crew

### Cast
- Chris Pontius
- Steve-O

### Ospiti
- Manny Puig
- Johnny Knoxville
- Wee-Man

### Crew
- Jeff Tremaine regista
- Dimitry Elyashkevich direttore esecutivo

## DVD
| DVD                                 | Ep # | Data              | Contenuti Speciali |
| ----------------------------------- | ---- | ----------------- | --- |
| La prima stagione completa          | 8    | 26 ottobre 2004   | Commento di Steve-O, Chris Pontius e dei produttori Jeff Tremaine e Dimitry Elyashkavech, Scene eliminate, "Makin of Wildboyz", L'elenco dei morsi, L'enciclopedia di Wildboyz con la mappa e gli animali, Video musicale dei Turbonegro, Biografie e Interviste, Galleria di foto |
| La seconda stagione completa        | 8    | 26 aprile 2005    | Commento di Steve-O, Chris Pontius, Johnny Knoxville, Wee-Man, e dei creatori Jeff Tremaine e Dimitry Elyashkevich, Scene inedite, Scene eliminate e Papere, Documentario: i Wildboyz nudi, Lista dei morsi, L'eniciclopedia di Wildboyz, Galleria fotografica, Trivia Games       |
| La terza e quarta stagione completa | 16   | 12 settembre 2006 | Commento di Johnny Knoxville, Chris Pontius, Steve-O, Wee-Man e degli autori, Errori di scena, Scene inedite, Top ten delle migliori scene di Wildboyz, Wildboyz "Passo e chiudo", Galleria fotografica                                                                            |